# Z for Zachariah (película)
Z for Zachariah es una película de drama y ciencia ficción estadounidense de 2015, dirigida por Craig Zobel y protagonizada por Margot Robbie, Chiwetel Ejiofor y Chris Pine. Escrita por Nissar Modi, está basada en el libro del mismo nombre publicado póstumamente en 1974 por Robert C. O'Brien, aunque la trama difiere en algunos aspectos significativos. La trama de la película también se asemeja a la de la película de Harry Belafonte de 1959 The World, the Flesh and the Devil, que presenta un triángulo amoroso entre un ingeniero negro, una mujer blanca y un hombre blanco que pueden ser las últimas personas en la Tierra.
La película fue estrenada el 28 de agosto de 2015 en los Estados Unidos por Roadside Attractions. Recibió críticas generalmente positivas que elogiaron principalmente la actuación de Robbie. Recaudó $121,461 en taquilla.

## Argumento
Ann Burden (Margot Robbie), sobreviviente de un apocalipsis nuclear, vive una vida agraria en la granja del valle de su familia, protegida de contaminantes radiactivos por laderas rocosas, patrones climáticos favorables y un abundante suministro de agua alimentada por tierra. Un día, Ann se encuentra con el refugiado John Loomis (Chiwetel Ejiofor), quien afirma ser un ingeniero que, con la ayuda de medicamentos y un traje de radiación, caminó desde un búnker del gobierno distante hasta el valle de Ann. Loomis se baña en agua contaminada e inmediatamente se enferma, pero Ann lo cuida hasta que recupera la salud y lo recibe en su granja.
Loomis recupera su fuerza y, poco a poco, se convierte en parte de la humilde vida rústica de Ann. Él ayuda a Ann a bombear diésel de las bombas de petróleo locales y pone en marcha el tractor de la granja en desuso durante mucho tiempo para expandir sus jardines para el invierno. Ann le cuenta a Loomis sobre sus padres y su hermano menor que abandonaron el valle para buscar a otros sobrevivientes, pero nunca regresaron. Loomis especula que la hidroelectricidad podría generarse a partir de la cascada cercana, usando una rueda hidráulica hecha con los tablones y vigas de la iglesia de Burden. Ann se siente incómoda con esta propuesta, citando la participación de su padre como predicador y sus profundas creencias cristianas. Loomis decide no continuar con el proyecto.
Ann y Loomis se acercan más, cultivan y se preparan para vivir a largo plazo. Su acuerdo doméstico se ve empañado por tensiones ocasionales, en particular relacionadas con cuestiones de religión y el consumo de alcohol de Loomis. Los dos están a punto de iniciar una relación sexual, pero Loomis objeta, alegando que una relación sexual los cambiará y que necesita más tiempo.
Los fenómenos misteriosos (incluidos los suministros de alimentos robados y una figura sombría medio vislumbrada) culminan con la llegada de un tercer sobreviviente, Caleb (Chris Pine). Aunque Ann le da la bienvenida a Caleb a la granja, Loomis se resiente de Caleb y dice que «los blancos pertenecen a los blancos». Loomis cuestiona la historia de fondo y los motivos de Caleb; Caleb enfatiza repetidamente la conexión religiosa que comparte con Ann (en marcado contraste con Loomis).
Los tres sobrevivientes se establecen lentamente en una sociedad marginalmente estable. Ambos hombres relatan los horrores posapocalípticos que presenciaron antes de llegar al valle; Loomis describe a un niño enfermo de radiación que le rogó que lo mate; más tarde, le confía en privado a Ann su creencia de que el niño moribundo era su hermano ausente durante mucho tiempo; Loomis confiesa el asesinato del niño. Caleb presiona a Ann para que siga adelante con el proyecto de la rueda hidráulica y comienza el trabajo para derribar la iglesia de su padre en busca de materiales. Al percibir su atracción mutua, Loomis torpemente le da a Ann su consentimiento para entablar una relación romántica con Caleb, pero oculta su dolor e ira por perder a Ann a través de sus comentarios. Poco después, después de una cena de celebración, Loomis, muy intoxicado, le dice a Ann que la ama antes de desmayarse en un dormitorio de la casa de Ann.
Surgen más tensiones entre Caleb y Loomis después del encuentro sexual. Los dos hombres terminan la rueda hidráulica, moviéndola y su canal de madera en su lugar encima de la cascada. Cargado por el voluminoso traje de radiación, Caleb resbala dos veces durante su ascenso asistido por una cuerda por el resbaladizo acantilado cubierto de musgo. Durante el segundo deslizamiento, los dos hombres se miran en silencio, ambos sujetando la cuerda, mientras Caleb se tambalea en el borde del acantilado.
Loomis regresa solo a la granja. Ann se disculpa por su indiscreción anterior; Loomis afirma que Caleb se fue en busca de otros asentamientos. Ann se toma mal la noticia, persigue a Caleb pero no lo encuentra, y cae en un silencio hosco. Se restablecen las luces eléctricas y la refrigeración del cortijo. Ann se da cuenta de que Loomis movió su amado órgano de la iglesia y tres bancos al granero. Ann, tocando un himno, intercambia una mirada de desconfianza hacia Loomis, que está sentado y juntando las manos, mientras la escena se vuelve negra.

## Reparto
- Margot Robbie como Ann Burden[2]
- Chiwetel Ejiofor como John Loomis[3]
- Chris Pine como Caleb[3]

## Producción
Los tres miembros principales del elenco se anunciaron en mayo de 2013, que en ese momento incluían a Amanda Seyfried, sin embargo, Seyfried finalmente se retiraría y sería reemplazada por Margot Robbie.
Ambientada en el este de los Estados Unidos, la película se rodó principalmente en Nueva Zelanda. La fotografía principal comenzó el 27 de enero de 2014 en la Región de Canterbury, alrededor de la ciudad de Christchurch. El director Craig Zobel y el director de fotografía Tim Orr se inspiraron en las películas del director ruso Andréi Tarkovski, como Solaris (1972), The Mirror (1975) y Stalker (1979), incorporando paisajes en la historia para el uso de color desaturado. La película fue filmada digitalmente con una cámara Arri Alexa y lentes anamórficos Panavision. Se rodaron escenas adicionales en la apertura de la película en Welch, West Virginia, en marzo de 2014.

## Lanzamiento
La película se estrenó en el Festival de Cine de Sundance el 24 de enero de 2015. Antes del estreno de la película, Roadside Attractions adquirió los derechos de distribución de la película.
La película fue estrenada tanto en cines como por vídeo bajo demanda en los Estados Unidos el 28 de agosto de 2015 por Roadside Attractions.

## Recepción
En Rotten Tomatoes, la película tiene una calificación de aprobación del 79% según las reseñas de 89 críticos, con una calificación promedio de 6.88/10. El consenso del sitio afirma: «Z for Zachariah extrae un drama convincente de su premisa simplista, aunque a un ritmo que puede poner a prueba la paciencia de los espectadores menos contemplativos». En Metacritic tiene una puntuación de 68 sobre 100, basada en 28 reseñas, lo que indica «críticas generalmente favorables».
Max Nicholson de IGN otorgó 7,7 sobre 10 y dijo: «Si bien la película tiene algunas fallas tonales, las actuaciones, particularmente la de Robbie, mantienen la historia basada en una realidad posapocalíptica sublime». Matt Zoller Seitz de RogerEbert.com le otorgó 2,5 de 4, diciendo: «Hay muchos momentos de iluminación y ansiedad bien escritos, dirigidos e interpretados».

## Premios y nominaciones
| Premio                              | Categoría                        | Nominado         | Resultado |
| ----------------------------------- | -------------------------------- | ---------------- | --------- |
| Black Reel Awards                   | Mejor Película y Mejor Actor     | Chiwetel Ejiofor | Nominado  |
| Phoenix Film Critics Society Awards | Película pasada por alto del año | Z for Zachariah  | Nominado  |
| Festival de Cine de Sundance        | Gran Premio del Jurado - Drama   | Craig Zobel      | Nominado  |